# Канхеми, Вероника
Вероника Канхеми (исп. Verónica Cangemi, 10 октября 1964, Мендоса, Аргентина) — аргентинская оперная певица (сопрано).

## Биография
Получила музыкальное образование как виолончелистка, начинала в симфоническом оркестре Мендосы. Как певица выиграла Национальный конкурс вокалистов в Аргентине и конкурс Франсиско Виньяса в Барселоне, совершенствовала мастерство у английской оперной певицы Хэтер Харпер. В 1993 дебютировала в буэнос-айресском театре Колон в Дон Жуане Моцарта (Церлина). С тех пор активно выступает на сценах Европы, США, Японии.

## Творческое содружество
Работала с такими дирижёрами, как Николаус Арнонкур, Уильям Кристи, Невилл Марринер, Рене Якобс, Тон Копман, Зубин Мета, Марек Яновский, Жан-Клод Казадезюс, Фабио Бьонди, Марк Минковски, Жан Кристоф Спинози, Жан-Клод Мальгуар, Томас Хенгельброк, Айвор Болтон.

## Репертуар
Специализируется на старинной музыке — Монтеверди, Скарлатти, Вивальди, Кавалли, Глюк, Бах, Гендель, Гайдн, Моцарт. Также выступала в операх Россини (Танкред) и Пуччини (Богема), исполняла сочинения Малера, аргентинских композиторов — Гуаставино, Пьяццолы.